# Триноси-Оседле
Триноси-Оседле (пол. Trynosy-Osiedle) — село в Польщі, у гміні Вонсево Островського повіту Мазовецького воєводства.
У 1975-1998 роках село належало до Остроленцького воєводства.